# Яшин, Сергей Анатольевич

Автограф

Серге́й Анато́льевич Я́шин (6 марта 1962, Пенза — 12 апреля 2022) — советский и российский хоккеист. Заслуженный мастер спорта СССР (1988).

## Биография
Начал играть в 1969 году в Пензе. После успешных игр за юношеские команды СССР Аркадий Чернышёв пригласил в Москву.
Выступал за команды: «Дизелист» (Пенза) (1979—1980), «Динамо» (Москва) (1980—1990).
Был на драфте у «Эдмонтон Ойлерз». Вместе с Анатолием Семёновым весной 1990 года уехал пробовать силы в НХЛ, однако в основу его практически не ставили. После нескольких матчей за фарм-клуб «Кэп Бретон» вернулся в Москву. Осенью 1990 года уехал в Германию, где играл за «Динамо» (Берлин), а позже за «Вильгельмсхафен» (1994—1997). Также один год выступал в Швейцарии за «Давос».
Периодически возвращался в Россию, играл за санкт-петербургский СКА (1992/93) и «Нефтехимик» (Нижнекамск) (1997/98).
В 1999 году стал помощником Анатолия Антипова в ХК «Вильгельмсхафен», при этом продолжал играть.
Окончил МОПИ (1986), преподаватель.
17 февраля 2014 года включен в Зал славы отечественного хоккея.
Скоропостижно скончался 12 апреля 2022 на 61-м году жизни.

## Достижения
- Олимпийский чемпион 1988, 2-кратный чемпион мира (1986, 1989), 3-кратный чемпион Европы (1985, 1986, 1989). На ЧМ и ЗОИ провёл 35 матчей, забросил 7 шайб.
- Участник Кубка Канады-1984 (6 игр).
- Чемпион СССР 1990, серебряный призёр чемпионатов СССР (1980, 1985—1987). Бронзовый призёр (1981—1983, 1988). В чемпионатах СССР провёл 354 матча, забросил 128 шайб.

## Награды
- Орден «Знак Почёта» (15 июня 1988)

## Семья
Жена Анна, две дочери — Екатерина и Ирина.